# ۱۳۰۰ (میلادی)
۱۳۰۰ (میلادی) هزار و سیصدمین سال تقویم میلادی است.

## درگذشتگان      مهدی جهان
‎